# Wes Washpun
Wesley Lamar „Wes” Washpun (ur. 26 marca 1993) – amerykański koszykarz występujący na pozycji rozgrywającego, od 2023 zawodnik Oliveirense Basquetebol.

## Kariera
Washpun grał w liceum Washington High School w Cedar Rapids w stanie Iowa. W roku seniorskim ustanowił rekord przechwytów w pojedynczym sezonie (92), ponadto zdobywając średnio 18 punktów, 5,4 zbiórek, 4 asysty, 3,7 przechwytów i 2,1 bloków na mecz. 
Washpun odrzucił ofertę z University of Iowa i zdecydował się reprezentować University of Tennessee, gdzie średnio zdobywał 0,9 punktów, 1,3 zbiórek i 1,4 asyst w 17 meczach. Po pierwszym sezonie zdecydował się na transfer do University of Northern Iowa. Jako senior średnio zdobywał 16.3 punktów przy skuteczności 51,4% z gry, a jego drużyna dotarła do drugiej rundy turnieju NCAA.
Washpun był czwartym najlepiej asystującym w historii Uniwersytetu, a w trzy lata kariery rzucił 1035 punktów. Ponadto zanotował rekordową liczbę asyst w pojedynczym sezonie jako senior (190).
Po tym jak nie został wybrany w drafcie NBA w 2016 roku, Washpun zdecydował się dołączyć do Los Angeles Clippers w lidze letniej tego samego roku. 10 lipca 2016 podpisał kontrakt z niemiecką drużyną MHP Riesen Ludwigsburg. 5 grudnia odszedł z klubu po 15 meczach, średnio zdobywając 5,4 punktów i 3,2 asyst na mecz. 26 grudnia 2016 roku podpisał kontrakt z Iowa Energy w NBA Development League. W sezonie 2017-18 Washpun zdobywał 6.6 punktów, 2,1 zbiórek i 2 asysty na mecz w 43 spotkaniach dla Iowy.
7 sierpnia 2019 został zawodnikiem BK Ventspils. 30 stycznia 2021 Washpun przeniósł się do greckiej Larisy.
18 października 2021 podpisał kontrakt z Astorią Bydgoszcz. 1 września 2023 dołączył do portugalskiego Oliveirense Basquetebol.

## Osiągnięcia
Stan na 3 grudnia 2023, na podstawie, o ile nie zaznaczono inaczej.
NCAA
- Uczestnik rozgrywek:
  - II rundy turnieju NCAA (2015, 2016)
  - turnieju Portsmouth Invitational Tournament (2016)
- Mistrz turnieju konferencji Missouri Valley (MVC – 2015, 2016)
- MVP turnieju MVC (2016)
- Najlepszy:
  - rezerwowy MVC (2015)
  - nowo przybyłych zawodnik konferencji MVC (2014)
- Zaliczony do:
  - I składu:
    - turnieju:
      - MVC (2016)
      - Cancun Challenge Riviera Division (2015)

    - najlepszych:
      - nowo przybyłych zawodników MVC (2014)
      - rezerwowych MVC (2015)

  - II składu MVC (2016)
  - składu honorable mention MVC (2015)